# 卡温顿县 (密西西比州)
卡溫頓縣（英語：Covington County）是美國密西西比州南部的一個縣。面積1,075平方公里。根據美國2000年人口普查，共有人口19,407人。縣治柯林斯 (Collins)。
成立於1819年1月5日。縣名紀念曾參加美國獨立戰爭，後來在1812年戰爭戰死的倫納德·卡溫頓 (Leonard Covington)。